# Adelmus

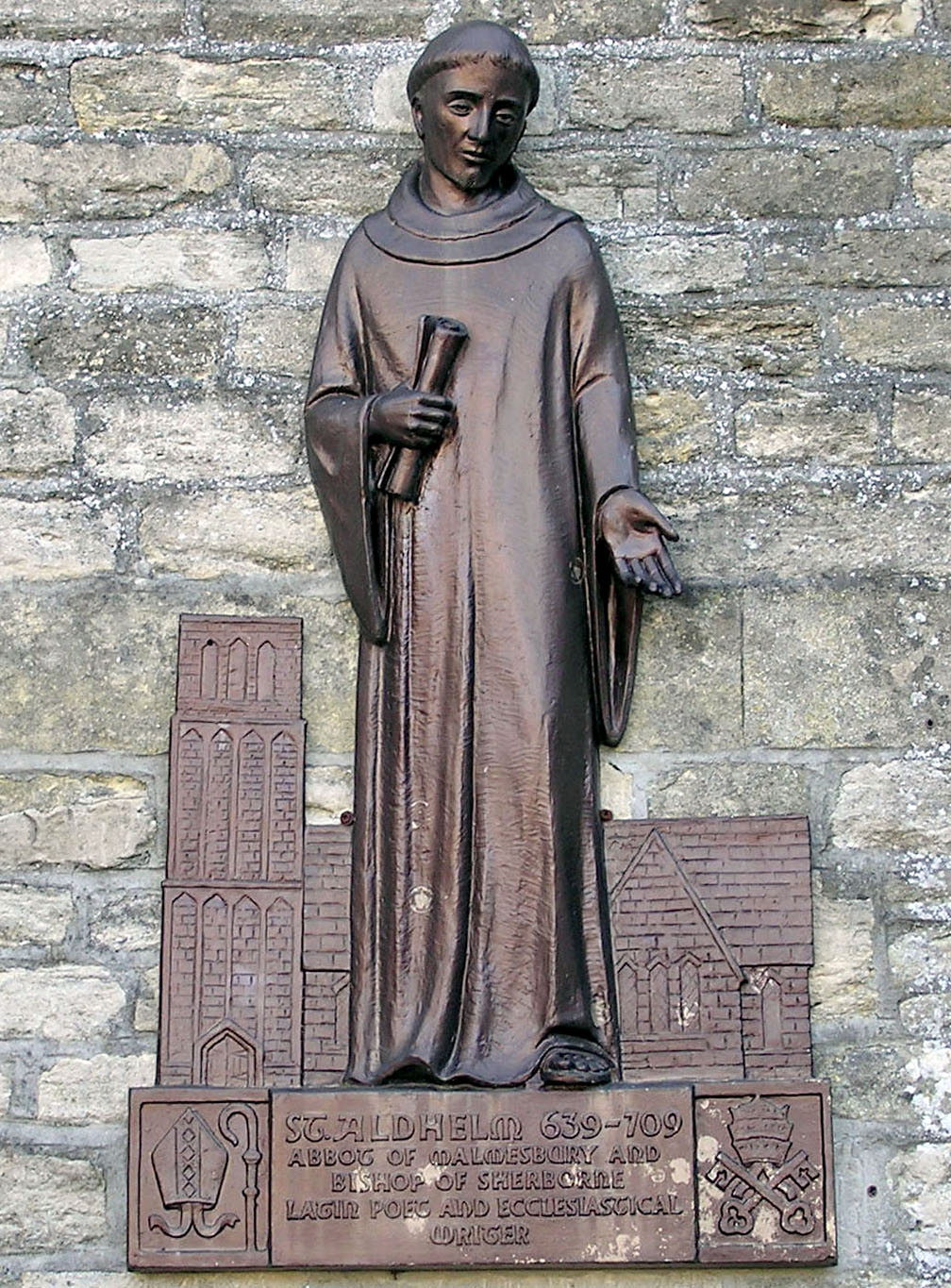
Adelmus op een gedenkplaat op de kerk van Sint Aldhelm, Malmesbury

Ald(h)elmus, ook Aldelmus van Sherbonne, Ealdhelm of Aldhelm (ca. 639-ca. 709) was een geleerde Westsaksische 7e-eeuwse abt van Malmesbury, een Angelsaksisch bisschop en de auteur van talrijke verzen en prozawerken in het Latijn en in de volkstaal (Oudengels). Hoewel Caedmon de eerste dichter in het Engels is van wie nog verzen zijn overgebleven, is Aldhelm de eerste bekende Engelse dichter.
Aldhelm was een zoon van Centa en was verwant met de koning van Wessex. Vermoedelijk was hij een neef van koning Ine. Hij leefde een tijd als heremiet nabij Wiltshire en werd nadien monnik in Malmesbury. Hij ging in de leer bij de HH. Maeldulphus en Adrianus van Canterbury en werd later zelf leraar en religieus leider.
Omstreeks 675 werd hij abt in Malmesbury. Hij voerde daar de benedictijnse hervormingen door en het klooster werd een voorbeeld voor de omliggende huizen. Hij stichtte ook kloosters in Frome en Brandford-on-Avon en bouwde drie kerken in Malmesbury, waarvan thans de Malmesbury Abbey nog bestaat. Toen tijdens de bouw van deze kerken bleek dat een dakbalk te kort was, zou na een gebed hierover van Aldhelm de balk langer geworden zijn. Rond 700 installeerde hij ook het eerste kerkorgel in Engeland. Aldhelm was een onvermoeibaar prediker. Volgens de legende preekte hij eens zo lang dat zijn staf wortel schoot. Hij reisde naar Rome om paus Sergius I te helpen met theologische vraagstukken en overeenstemming te zoeken tussen de Keltische en de Angelsaksische kerken. Hij was bisschop van Sherborne van 705 tot zijn dood. Zijn feestdag wordt gevierd op 25 mei. Aldhelm wordt afgebeeld als een bisschop in een bibliotheek.
Aldhelm is ook een der stichters van de Anglo-Latijnse poëzie en was een geoefend muzikant op harp, vedel en doedelzak. Aldhelm zette zijn eigen poëtische composities ook op muziek. Geen enkele van deze liederen, die nog in de tijd van Alfred populair waren,  is echter overgebleven. Omdat hij meer volk wilde lokken naar de kerk zou hij naar verluidt liederen over heilige onderwerpen in de volkstaal gezongen hebben op een brug.
Hij ging studeren aan de befaamde school van Hadrianus in Canterbury, waar hij in contact kwam met invloeden van het vasteland. Hij las veel Latijnse poëzie en proza, leerde Grieks, studeerde Keltisch, volgde de rekenkunde en astronomie van zijn tijd, en experimenteerde met verschillende vormen van het poëtische metrum. Omstreeks 675 werd hij abt van Malmesbury, waar hij bleef als monnik en priester, leraar en Latijnse dichter. Hij was ook een populaire dichter in de volkstaal, maar helaas zijn al zijn Oudengelse verzen verloren gegaan. Wat overgebleven is van zijn Latijnse poëzie is echter bijzonder gesofisticeerd. Zijn jongere tijdgenoot Bede schreef over hem dat hij geleerd was in alle opzichten, over een briljante stijl beschikte en zich deed opmerken door zowel verheven geestelijke als wereldlijke eruditie.
- Bibsys: 99021796
- Biblioteca Nacional de España: XX914893
- Bibliothèque nationale de France: cb12053960j (data)
- CiNii: DA01246629
- Gemeinsame Normdatei: 11905261X
- International Standard Name Identifier: 0000 0001 0868 592X
- Library of Congress Control Number: n84154670
- Nationale Bibliotheek van Tsjechië: ola2002153995
- Nationale bibliotheek van Australië: 35776481
- Nationale Bibliotheek van Israël: 987007257391405171
- Nederlandse Thesaurus van Auteursnamen: 068593783
- Réseau des bibliothèques de Suisse occidentale: 02-A000005462
- Istituto Centrale per il Catalogo Unico: MILV003974
- LIBRIS: 174783
- SNAC: w68w5882
- Système universitaire de documentation: 030848865
- Trove: 1082143
- Virtual International Authority File: 9867251
- WorldCat: E39PBJcR6qxjBdbk9dRDgCwHmd